# Melitaea siccalta
Melitaea siccalta är en fjärilsart som beskrevs av Ruggero Verity 1950. Melitaea siccalta ingår i släktet Melitaea och familjen praktfjärilar. Inga underarter finns listade i Catalogue of Life.